# Panombean Huta Urung
Panombean Huta Urung is een bestuurslaag in het regentschap Simalungun van de provincie Noord-Sumatra, Indonesië. Panombean Huta Urung telt 1287 inwoners (volkstelling 2010).